# E9 (Maleisië)

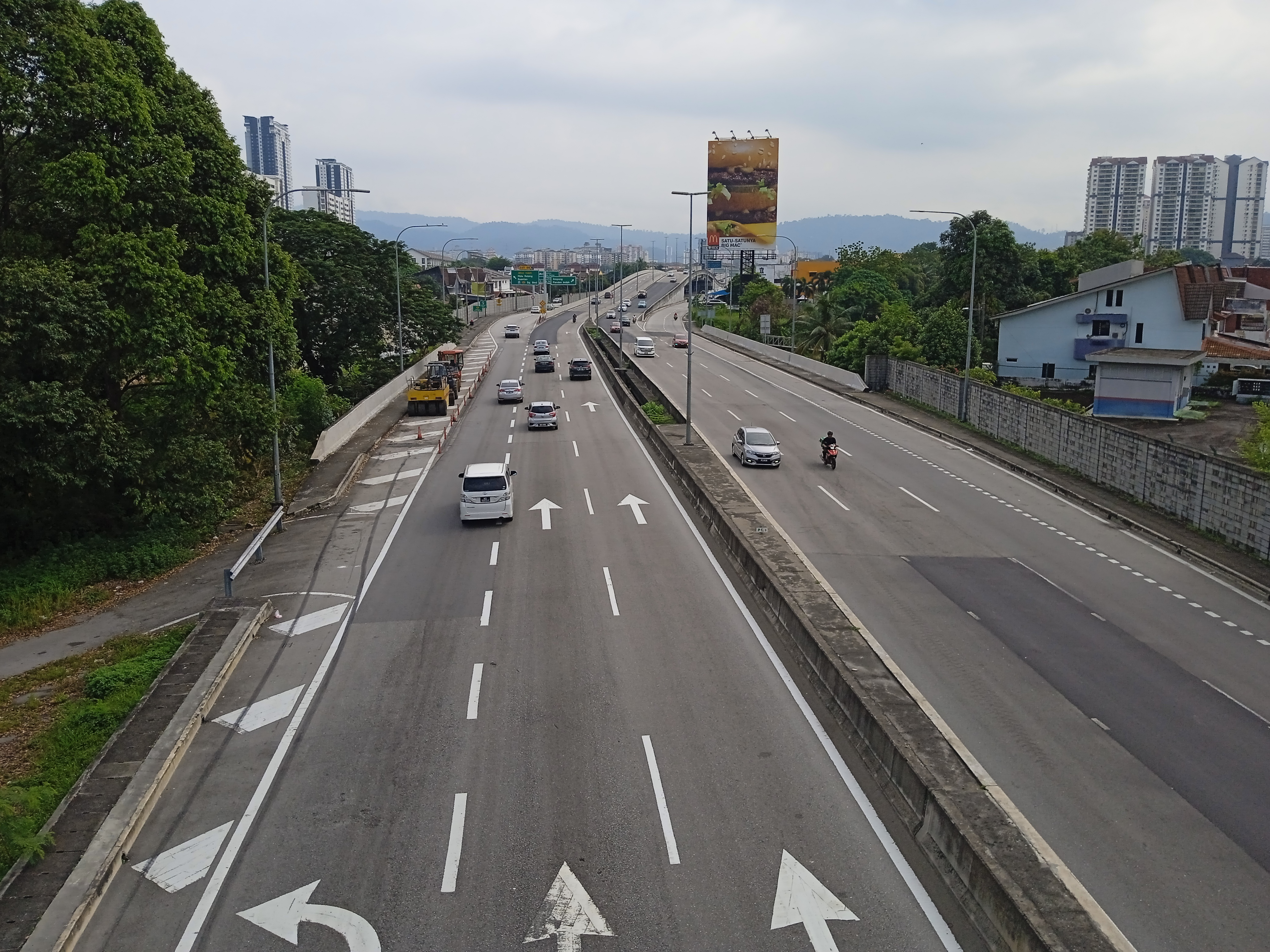
De E9

De E9 of Lebuhraya Sungai Besi (Sungai Besi Expressway of SBE) is een autosnelweg in Maleisië. De snelweg is 28,3 kilometer lang en vormt een verbinding tussen Serdang en Ampang. De E9 werd afgewerkt in 2000.
E1 ·
E2 ·
E3 ·
E4 ·
E5 ·
E6 ·
E7 ·
E8 ·
E9 ·
E10 ·
E11 ·
E12 ·
E13 ·
E14 ·
E15 ·
E16 ·
E17 ·
E18 ·
E19 ·
E20 ·
E21 ·
E22 ·
E23 ·
E24 ·
E25 ·
E26 ·
E27 ·
E28 ·
E29 ·
E30 ·
E31 ·
E32 ·
E33 ·
E35 ·
E36 ·
E37 ·
E38 ·
E39 ·